# Cybistax antisyphilitica
Cybistax antisyphilitica là một loài thực vật có hoa trong họ Chùm ớt. Loài này được (Mart.) Mart. mô tả khoa học đầu tiên năm 1843.